# Danyon Loader
Danyon Loader (Timaru, Nova Zelanda, 21 d'abril de 1975) és un nedador ja retirat, especialista en les proves de crol i papallona. Loader va viure el període més fructífer de la seva carrera esportiva a la primera meitat de la dècada dels 90 del segle xx, fins que el 1996 va esdevenir als Jocs d'Atlanta en el primer nedador neozelandés campió olímpic. Després de retirar-se i romandre uns anys apartat del món natació, Loader va esdevenir preparador de joves esportistes.